# Tina Dietze
Tina Dietze (Leipzig, Saxónia, 25 de janeiro de 1988) é uma velocista alemã na modalidade de canoagem.

## Carreira
Foi vencedora da medalha de Ouro em K-2 500 m em Londres 2012.
Foi vencedora da medalha de Prata em K-4 500 m em Londres 2012.